# André Valente
André Valente é um filme português realizado por Catarina Ruivo e produzido por Paulo Branco, estreado em 2004. Trata a história de um miúdo de oito anos protoganizado por Leonardo Viveiros.
Conta também com participação de Rita Durão, Pedro Lacerda, Dmitry Bogomolov, Ricardo Aibéo e Camila Bessa.
Este filme foi nomeado aos Globos de Ouro portugueses de 2005 nas categorias de Melhor Filme (Catarina Ruivo e Paulo Branco), de Melhor Actor (Leonardo Viveiros) e de Melhor Actriz (Rita Durão)